# Jules-Paul Tardivel
Pour les articles homonymes, voir Tardivel.
Œuvres principales
- Pour la patrie (1895)

Jules-Paul Tardivel (2 septembre 1851 - 24 avril 1905), journaliste et romancier ultramontain, a été l'un des premiers québécois à préconiser l'indépendance du Québec et l'instauration d'une république canadienne-française.

## Biographie
Tardivel est né en 1851 à Covington, dans le Kentucky. Il est le fils de deux immigrants arrivés récemment de France et de Grande-Bretagne, Claude Tardivel et Isabella Brent. À la mort de sa mère, son père le confie à la garde d'une tante maternelle qui habite à Mount Vernon, Ohio.
Son oncle, l'abbé Brent, reçoit un jour la visite de prêtres du Bas-Canada qui le persuadent de l'envoyer étudier au séminaire de Saint-Hyacinthe. Tardivel arrive au Québec en 1868 et fait ses études classiques en quatre ans au lieu des sept ou huit ans habituels. Il devient alors un ultramontain zélé et prend un grand intérêt à suivre la lutte de Pie IX contre les troupes sardes, qui cherchent à s'emparer de Rome. Plusieurs Québécois traversent alors l'Atlantique sous la bannière des zouaves pontificaux afin de défendre le pape qu'ils croient en danger. Le jeune étudiant défend alors fortement les intérêts de l'Église dans ses écrits.
En 1872, Tardivel retourne aux États-Unis mais, désenchanté par la politique de Reconstruction, revient au Québec dès l'année suivante. Il est d'abord engagé au Courrier de Saint-Hyacinthe puis, en septembre 1873, devient membre de la rédaction de La Minerve, un journal conservateur de l'époque.
En 1874, il emménage à Québec et devient journaliste pour le Canadien, bientôt rejoint par Joseph-Israël Tarte, qui en devient propriétaire en 1875. Tardivel commence alors à se démarquer par ses articles consacrés à la défense du nationalisme canadien-français et du catholicisme et par la promotion de la langue française. En 1880, il publie L'anglicisme, voilà l'ennemi, où il tire à boulets rouges sur les anglicismes qui, selon lui, dénaturent la langue parlée.
En 1881, il fait la rencontre du père oblat Pierre-Zacharie Lacasse, qui le persuade de fonder un journal indépendant, qui ne serait lié à aucun parti politique et où il pourrait défendre ses idées plus aisément. En juillet, il se sépare de Tarte, qu'il trouve trop lié aux intérêts du Parti conservateur et pas assez à ceux de l'Église, et fonde la Vérité, un hebdomadaire qu'il dirigera jusqu'à sa mort, en 1905. Le modèle dont il s'inspire est l' Univers de Louis Veuillot, l'un des journaux ultramontains les plus puissants de France. Plus tard, la Vérité va inspirer la fondation du Devoir à Montréal, du Droit à Ottawa et de L'Action catholique à Québec.
Tardivel a une prise de position unique en ce sens qu'il critique tant les conservateurs que les libéraux et qu'il s'en prend même aux positions des évêques québécois, qu'il juge trop libérales par rapport à celles du pape. Il est plus conservateur que libéral mais, en 1885, il s'en prend à leur acharnement pour abattre Louis Riel et se sépare d'eux. À un moment, il prend parti pour Honoré Mercier mais s'attaque férocement à lui lorsque les scandales politiques commencent à miner son gouvernement. Il désapprouve également la politique de Wilfrid Laurier et déclare qu'il a lâchement laissé tomber les francophones de l'Ouest lors du règlement Laurier-Greenway de 1896.
Tardivel a plusieurs affinités avec Henri Bourassa mais se distingue de lui par sa notion de patrie. Pour Bourassa, la patrie est un Canada bilingue et autonome de la Grande-Bretagne, mais pour Tardivel, c'est un État canadien-français et catholique.
En 1895, après une réflexion de dix ans, Tardivel se prononce pour l'indépendance du Québec. Dans son roman, Pour la patrie, sorti la même année, il tente de démontrer qu'un Québec détaché du reste du Canada pourrait mieux défendre le fait français et catholique en Amérique du Nord. Il voit cette option dans une optique à plus ou moins long terme car, pour lui, l'indépendance viendra à l'heure choisie par la Providence. Il n'est pas pour la dissolution des liens avec la Grande-Bretagne car il croit que Londres seule peut s'opposer efficacement aux visées centralisatrices d'Ottawa.
Contrairement aux souverainistes modernes, Tardivel fait englober dans son territoire indépendant une bonne partie de l'Ontario, du Nouveau-Brunswick et même une portion de la Nouvelle-Angleterre, là où les francophones sont majoritaires. Il n'y inclut cependant pas les populations francophones de l'Ouest canadien, qu'il croit condamnées.
Tardivel meurt à Québec en 1905 et repose, depuis, au cimetière Notre-Dame-de-Belmont à Sainte-Foy (Québec). Son dernier éditorial portait sur une critique de Laurier, qui venait de céder sur les droits des francophones dans la constitution des nouvelles provinces d'Alberta et de Saskatchewan.
Tardivel est considéré comme l'un des grands journalistes québécois du XIXe siècle. Comme plus tard Bourassa, il a fondé un journal indépendant des partis politiques, qui a défendu les intérêts des Canadiens-Français catholiques avec les moyens du bord. Ultramontain intransigeant, il est l'un des parfaits représentants du Québec conservateur et religieux d'avant les années 1960.
La collection d'archives Jules-Paul Tardivel est conservé au centre d’archives de Québec de la Bibliothèque et Archives nationales du Québec.

## Œuvre

### Roman
- Pour la patrie (1895)

### Essais
- Vie du pape Pie IX (1878)
- L'Anglicisme voilà l'ennemi (1880)
- La Situation religieuse aux Etats-Unis (1900)
- Mélanges (1887-1903)
- La Langue française au Canada (1901)

### Récit de voyage
- Notes de voyage en France, Italie, Espagne, Irlande, Angleterre, Belgique et Hollande (1890)

## Anecdote
Jules-Paul Tardivel, passionné par le mystère, a traduit lui-même Strange Case of Dr. Jekyll and Mr. Hyde, de Robert Louis Stevenson, qu'il a publié à Québec en 1888.

## Hommages
La rue Tardivel a été nommée en son honneur, en 1972, dans l'ancienne ville de Sainte-Foy, maintenant présente dans la ville de Québec.

## Sources
- Biographie du Dictionnaire biographique du Canada en ligne